# Asesinato de Aundria Bowman
Aundria Michelle Bowman, nacida como Alexis Miranda Badger (Nueva Orleans, Luisiana; 23 de junio de 1974 - desaparecida en Hamilton, Míchigan; 11 de marzo de 1989), fue una joven estadounidense que desapareció en circunstancias misteriosas de la propiedad de su familia adoptiva en Hamilton (Míchigan). Fue adoptada cuando era bebé por Dennis y Brenda Bowman. Cuando tenía 14 años, acusó a su padre adoptivo de abusar sexualmente de ella. Poco después de este incidente, desapareció de la propiedad rural de su familia. Más tarde se descubrió que Dennis Bowman la había asesinado y luego había inventado una historia para encubrirlo, alegando que ella les había robado dinero antes de huir.
Aundria Bowman permaneció desaparecida durante más de 30 años, y su caso fue clasificado como una fuga. En noviembre de 2019, Dennis Bowman fue detenido por el asesinato de Kathleen Doyle, ocurrido en septiembre de 1980 en Norfolk (Virginia). Fue extraditado a dicho estado en febrero de 2020 para enfrentarse a los cargos por el asesinato de Doyle y, en mayo del mismo año, fue acusado del homicidio contra Aundria Bowman.

## Antecedentes
Aundria Bowman nació como Alexis Miranda Badger el 23 de junio de 1974 en Nueva Orleans (Luisiana). Fue dada en adopción por su madre biológica, Cathy Terkanian, que entonces tenía 16 años, a los 9 meses. Fue adoptada por Dennis y Brenda Bowman, de Hamilton (Michigan).

## Desaparición
A finales de 1988, Bowman expresó su preocupación al personal de su escuela secundaria al expresar su temor a volver a casa. El personal de la escuela contactó a la policía, que entrevistó a Bowman, durante la cual ella afirmó que su padre adoptivo la estaba abusando sexualmente. Una trabajadora social llevó a la joven a la residencia familiar y los confrontó sobre las acusaciones de Bowman; Dennis y su esposa negaron las acusaciones, alegando que su rebeldía había sido provocada por la reciente revelación de su familia de que había sido adoptada cuando era bebé.
Poco después de este incidente, los Bowman se mudaron a una casa rodante en una zona rural del condado de Allegan, y ella desapareció de allí. Cuando su familia denunció su desaparición, Dennis Bowman alegó que le había robado dinero antes de huir. El caso de Bowman se clasificó como «fugitivo en peligro de extinción».

## Investigación
Los antecedentes penales de Dennis Bowman en el momento de su desaparición eran notables: en 1980, fue arrestado después de que una joven afirmara que intentó atraerla a una zona boscosa en el oeste de Michigan y agredirla. Se declaró culpable de la agresión después de llegar a un acuerdo con los fiscales.
En 1993, la fotografía de Bowman se mostró en el vídeo musical de la canción de Soul Asylum Runaway Train (1993), entre otros niños desaparecidos.
En 1998, Dennis Bowman fue arrestado por allanar el domicilio de un compañero de trabajo en el condado de Ottawa para robar artículos, incluyendo lencería femenina. Antes de su sentencia en el caso, Dennis Bowman mencionó a su hija desaparecida en una carta al juez presidente: «Soy padre de dos adorables hijas, una de 25 años y la otra de 11, y creo que ser padre es una de las cosas más importantes y aleccionadoras que una persona puede emprender».
Se creía que una desconocida descubierta en un campo de maíz de Wisconsin en 1999 era posiblemente Aundria Bowman debido a similitudes en su estructura facial. Sin embargo, Bowman fue descartada como posible víctima mediante un perfil de ADN proporcionado por su madre biológica, Cathy, y este caso de 1999 se determinó posteriormente como el de Peggy Johnson.

## Hechos posteriores

### Arresto de Dennis Bowman
El padre adoptivo de Aundria, Dennis Bowman, fue arrestado en noviembre de 2019 por el homicidio sin resolver de Kathleen Doyle, de 25 años, en Norfolk (Virginia), ocurrido el 11 de septiembre de 1980. Durante este tiempo, había estado en medio de los procedimientos judiciales por su intento de agresión a una joven, aunque no pudo asistir a las audiencias judiciales durante un período de dos semanas en septiembre de 1980, alegando que era miembro de la Reserva de la Armada de los Estados Unidos y estaba obligado a asistir a un simulacro de dos semanas.

### Confesión y recuperación de restos
A principios de febrero de 2020, se informó que Dennis Bowman, encarcelado mientras esperaba el juicio por el asesinato de Kathleen Doyle, confesó a la policía que había asesinado a su hija adoptiva, Aundria. Varios días después, se anunció que se habían recuperado restos óseos de la cuadra 3200 de la avenida 136 del municipio de Monterey (cerca de la casa de Bowman) en el condado de Allegan, ocultos por una fina capa de cemento. El 9 de febrero de 2020, Dennis Bowman fue extraditado a Virginia para enfrentar cargos por el asesinato de Doyle.
Posteriormente, se confirmó mediante ADN que los restos pertenecían a Aundria Bowman. El 15 de mayo de 2020, Dennis Bowman fue acusado del asesinato de Aundria. La policía declaró que confesó haber golpeado a Aundria, causándole la muerte a causa de una lesión en la cabeza, y luego haberla desmembrado con un hacha y un machete.
Bowman se declaró culpable de ambos cargos en junio. Fue condenado a dos cadenas perpetuas por el asesinato de Doyle. El 22 de diciembre de 2021, Bowman se declaró culpable de homicidio en segundo grado por la muerte de Aundria, de 14 años, en el Tribunal de Circuito del Condado de Allegan. Fue condenado a entre 35 y 50 años adicionales de prisión por el asesinato de Aundria Bowman.